# Ordine della gloria (Impero persiano)
L'Ordine della gloria fu un ordine cavalleresco dell'Impero Persiano.
L'onorificenza venne istituita dallo scià Reza Shah Pahlavi con l'intento di premiare i militari per i loro servizi in tempo di pace e di guerra. Con l'istituzione due anni dopo dell'Ordine al merito militare persiano, l'onorificenza andò sempre più a premiare i militari meritevoli in tempo di pace.
Dopo la rivoluzione islamica del 1979, insieme ad altre onorificenze dello scià, l'Ordine al merito militare venne abolito.

## Insegne
- La decorazione dell'ordine consisteva in una stella d'argento a cinque punte smaltate d'azzurro, raggiante d'oro, al centro della quale si trovava un medaglione smaltato a fasce verde, bianco e rosso, con al centro la corona imperiale persiana del materiale della medaglia.
- Il nastro era a strisce nere e bianche.
- La medaglia di merito dell'ordine consisteva in un disco d'oro, argento o bronzo (a seconda della classe di concessione) con impressa sul diritto una stella a cinque punte del materiale della medaglia con al centro un tondo smaltato di rosso con impressa la corona imperiale persiana. Sul retro, tra due rami d'alloro, si trovava la parola "all'onore" in lingua araba.
- Il nastro era rosso con una fascia nera-gialla-nera per parte.

## Classi
| Decorazioni             |                        |                       |
|                         |                        |                       |
| Nastri                  |                        |                       |
| Cavaliere di III classe | Cavaliere di II classe | Cavaliere di I classe |

| Medaglie di merito     |                       |                      |
|                        |                       |                      |
| Nastri                 |                       |                      |
| Medaglia di III classe | Medaglia di II classe | Medaglia di I classe |